# Петрищев Микола Андрійович
Микола Андрійович Петрищев (19 травня 1908, село Липовка, тепер у складі міста Чапаєвська Самарської області, Російська Федерація — 16 липня 1966, місто Москва) — радянський військовий діяч, контр-адмірал. Член Ревізійної Комісії КПУ в 1956—1960 р.

## Біографія
З 1927 року — у Військово-морському флоті СРСР. У вересні 1927 — жовтні 1931 р. — курсант Військово-морського училища імені Фрунзе.
У грудні 1931 — жовтні 1935 р. — помічник командира сторожового корабля «Циклон». У жовтні 1935 — вересні 1936 р. — виконувач обов'язків командира сторожового корабля «Вихр». У вересні 1936 — січні 1937 р. — виконувач обов'язків командира ескадреного міноносця «Енгельс». У січні — квітні 1937 р. — помічник командира ескадреного міноносця «Енгельс». У квітні — грудні 1937 р. — командир сторожового корабля «Туча». У грудні 1937 — березні 1938 р. — виконувач обов'язків командира ескадреного міноносця «Артем». У березні 1938 — січні 1939 р. — командир ескадреного міноносця «Володарський». За порушення військової дисципліни у січні 1939 року відсторонений від посади і призначений у розпорядження Військової Ради Балтійського флоту, де перебував до серпня 1939 року.
У серпні 1939 — березні 1940 р. — помічник командира, у березні 1940 — червні 1942 р. — старший помічник командира, а у червні 1942 — січні 1945 р. — командир лінійного корабля «Октябрская революція» Балтійського флоту. Учасник радянсько-фінської і німецько-радянської війн.
Член ВКП(б) з 1942 року.
У січні 1945 — грудні 1947 р. — командир лінійного корабля «Архангельськ».
У грудні 1947 — липні 1949 р. — начальник штабу ескадри, тимчасовий виконувач обов'язків командира, а у липні — листопаді 1949 р. — командир бригади есмінців Північного флоту.
У грудні 1949 — грудні 1951 р. — слухач військово-морського факультету Вищої військової академії імені Ворошилова.
У грудні 1951 — квітні 1953 р. — командир бригади крейсерів. У квітні 1953 — грудні 1954 р. — командир 50-ї дивізії крейсерів Чорноморського флоту.
У грудні 1954 — квітні 1957 р. — командир Одеської військово-морської бази Чорноморського флоту.
У квітні — жовтні 1957 р. — член 5-ї секції Морського науково-технічного комітету ВМФ СРСР.
У жовтні 1957 — липні 1966 р. — адмірал-інспектор надводних сил інспекції ВМФ Головної інспекції Міністерства оборони СРСР.
Проживав у Москві. Похований на Головинському цвинтарі.

## Звання
- контр-адмірал (11.05.1949)

## Нагороди
- орден Леніна (1953)
- чотири ордени Червоного Прапора (1943, 1947, 1949, 1956)
- два ордена Червоної Зірки (1944, 1945)
- медалі